# Polinezija
Polinézija (iz grščine: πολύς »polus« mnogo + νῆσος »nēsos« otok) je podregija Oceanije, ki zajema ogromno skupino več kot 1000 otokov, raztresenih po osrednjem in južnem Tihem oceanu.
V grobem regijo omejuje trikotnik z oglišči na Havajih, Novi Zelandiji in Velikonočnem otoku. Druge pomembnejše skupine otokov znotraj tega trikotnika so Samoa, Tonga, Cookovi otoki, Tuvalu, Tokelav, Niue, Wallis in Futuna ter Francoska Polinezija.